# Lasek (województwo łódzkie)
Lasek – wieś w Polsce, położona w województwie łódzkim, w powiecie sieradzkim, w gminie Warta.
| SIMC    | Nazwa     | Rodzaj    |
| ------- | --------- | --------- |
| 0715443 | Celinówek | część wsi |
| 0715450 | Chorążka  | część wsi |

W latach 1975–1998 wieś administracyjnie należała do województwa sieradzkiego. 
Lasek należy do parafii Rossoszyca. Do sołectwa Lasek należą miejscowości: Lasek, Pierzchnia Góra, Józefów Wiktorów, Chorążka, Miłobądź.